# كيفين سوني
كيفين سوني (بالفرنسية: Kévin Soni)‏ هو لاعب كرة قدم كاميروني في مركز الوسط، ولد في 17 أبريل 1998 في دوالا في الكاميرون. لعب مع جيروندان بوردو.

## وصلات خارجية
- كيفين سوني على موقع اتحاد تركيا (لاعب) (الإنجليزية)
- كيفين سوني على موقع قاعدة بيانات كرة القدم.إي يو (الإنجليزية)
- كيفين سوني على موقع ليكيب (الفرنسية)
- كيفين سوني على موقع ناشيونال فوتبول تيمز (الإنجليزية)
- كيفين سوني على موقع Soccerway.com (الإنجليزية)
- كيفين سوني على موقع AS.com (الإسبانية)